# Magdalena Sibil·la de Saxònia
Magdalena Sibil·la de Saxònia (en alemany Magdalena Sibylle von Sachsen) va néixer a Dresden (Alemanya) el 23 de desembre de 1617 i va morir a Altenburg el 6 de gener de 1668. Era una princesa de la Casa de Wettin, filla de l'elector Joan Jordi I (1585-1656) i de la seva segona dona Magdalena Sibil·la de Prússia (1586-1659).

## Matrimoni i fills
El 1634 es va casar a Copenhaguen amb el príncep hereu de Dinamarca Cristià d'Oldenburg, fill del rei Cristià IV de Dinamarca (1577-1648) i d'Anna Caterina de Brandenburg (1575-1612). Després de tretze anys sense tenir fills, morí el príncep danès, i l'11 d'octubre de 1652 es va casar amb un seu cosí, el duc Frederic Guillem II de Saxònia Altenburg (1603-1669), fill del duc Frederic Guillem I de Saxònia-Weimar (1562-1602) i de la seva segona dona, la comtessa Anna Maria de Baviera-Neuburg (1575-1643). D'aquest segon matrimoni en nasqueren tres fills:
- Cristià (1654-1663).
- Joana Magdalena (1656-1686) casada amb el duc Joan Adolf I de Saxònia-Weissenfels (1649-1697);
- Frederic Guillem (1657-1672).